# فلاديمير كوليف
فلاديمير كوليف (بالبلغارية: Владимир Колев)‏ (مواليد 18 أبريل 1953) هو ملاكم بلغاري، مثّل بلاده في الألعاب الأولمبية الصيفية في دورتي 1972 و1976.

## روابط خارجية
- فلاديمير كوليف على موقع IMDb (الإنجليزية)
- فلاديمير كوليف على موقع قاعدة بيانات الفيلم (الإنجليزية)

فلاديمير كوليف على موقع أوليمبيديا (الإنجليزية)